# Elías Rafn Ólafsson
Pour les articles homonymes, voir Ólafsson.
Elías Rafn Ólafsson, né le 11 mars 2000 à Reykjavik en Islande, est un footballeur international islandais, qui évolue au poste de gardien de but à Midtjylland.

## Biographie

### En club
Né à Reykjavik en Islande, Elías Rafn Ólafsson est formé par le Breiðablik Kópavogur, avant de rejoindre le FC Midtjylland en 2018.
Le 11 août 2020, il est prêté pour une saison au FC Fredericia.
Le 19 décembre 2020, Ólafsson prolonge son contrat avec le FC Midtjylland jusqu'en décembre 2025,.
De retour au FC Midtjylland à la fin de son prêt au FC Fredericia, il obtient du temps de jeu à la suite de la blessure de Jonas Lössl, l'habituel titulaire. Lors de cette période, il se met en évidence en réalisant douze arrêts en trois matchs, et en gardant ses cages inviolées à chaque fois. Ses performances sont reconnues, au point d'être élu joueur du mois de septembre 2021 dans le championnat danois. Il devient alors un concurrent sérieux à Lössl au poste numéro un dans le but de Midtjylland, offrant l'embarras du choix à son entraîneur Bo Henriksen. Le 31 décembre 2021, Ólafsson prolonge de nouveau son contrat avec Midtjylland, cette fois il est lié au club jusqu'en juin 2026. Le départ de Lössl en prêt au Brentford FC au mercato hivernal propulse Ólafsson comme numéro un, le club fondant de gros espoirs en lui.
Avec l'arrivée d'Albert Capellas (en) en tant qu'entraîneur principal du FC Midtjylland en août 2022, Ólafsson perd sa place de titulaire, au profit de Jonas Lössl, de retour de son prêt et qui a les faveurs du coach espagnol.
Le 18 juillet 2023, Elías Rafn Ólafsson est prêté au club portugais du CD Mafra pour la durée d'une saison

### En sélection
Elías Rafn Ólafsson représente l'équipe d'Islande des moins de 17 ans en 2016.
Avec les espoirs, il participe au championnat d'Europe espoirs en 2021. Lors de cette compétition organisée en Hongrie et en Slovénie, il ne joue qu'une seule rencontre, face à l'équipe de France. Avec un bilan peu reluisant de trois défaites en trois matchs, huit buts encaissés et seulement un but marqué, l'Islande est éliminée dès le premier tour.
Elías Rafn Ólafsson honore sa première sélection avec l'équipe nationale d'Islande le 8 octobre 2021, en étant titularisé contre l'Arménie. Les deux équipes se séparent sur un match nul ce jour-là (1-1).